# Passions (Bach)

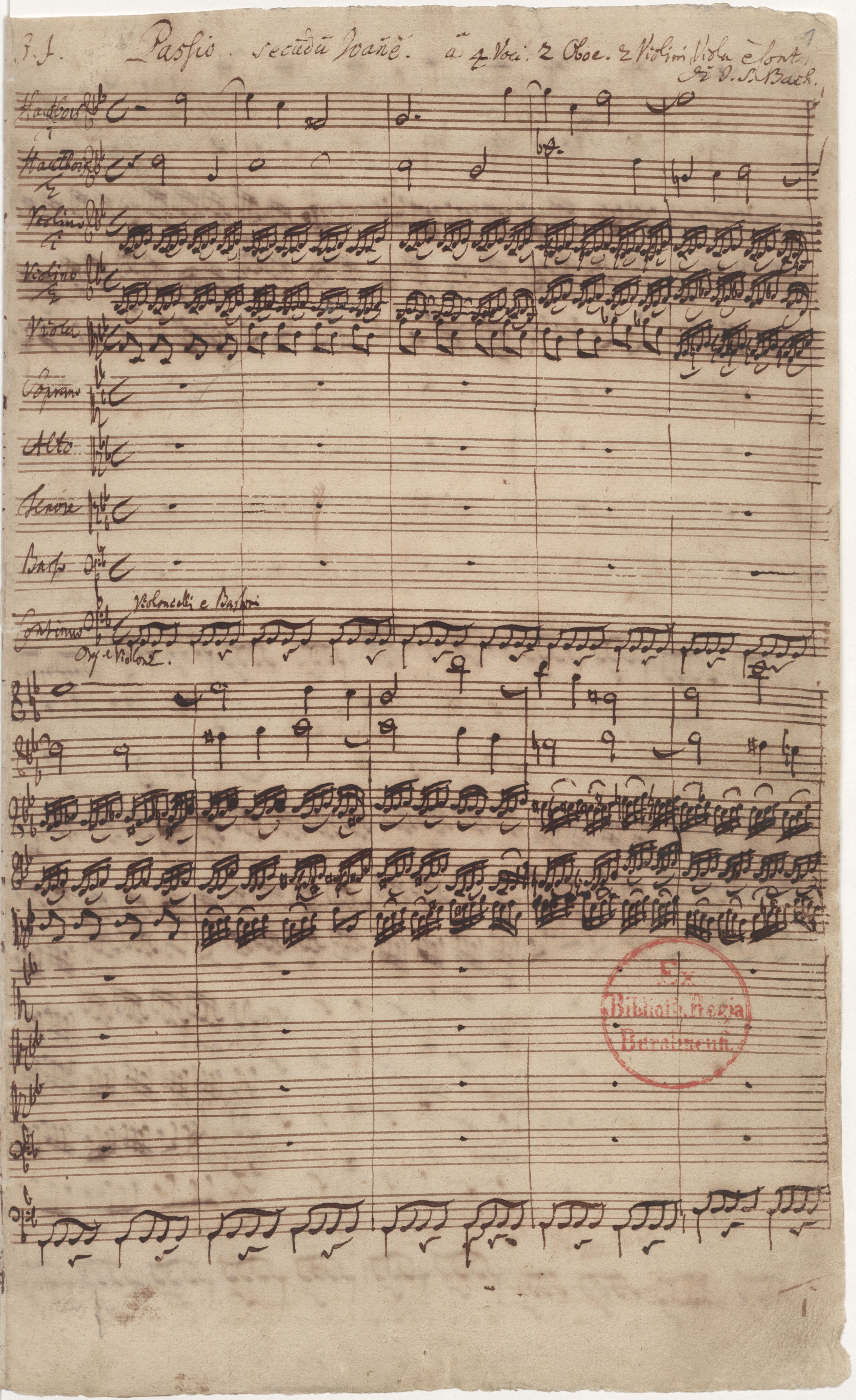
Première page de la "Passion selon saint Jean de Johann", Sebastian Bach.

Cet article traite des cinq différentes passions écrites par le compositeur allemand Johann Sebastian Bach, ou qui lui étaient d'abord attribuées, ou qui sont aujourd'hui perdues, ou partiellement perdues et reconstituées, une passion étant un genre musical vocal religieux chrétien basé sur le récit des derniers jours de la vie du Christ. 
Les deux passions conservées sont la Passion selon saint Jean et la Passion selon saint Matthieu. 
La passion d'abord attribuée à Bach est la Passion selon saint Luc.
La passion perdue et partiellement reconstituée est la Passion selon saint Marc.

## Historique
Selon sa notice nécrologique, Johann Sebastian Bach a écrit « cinq passions, dont une pour double chœur ». Seules deux nous sont parvenues : la Passion selon saint Jean (donnée en 1724, 1725, 1732 et 1749) et la Passion selon saint Matthieu (1727, 1729, rev. 1736, 1742), cette dernière étant celle qui nécessite un double chœur. On sait que Bach a composé une Passion selon saint Marc pour la Semaine sainte 1731.
La copie d'une Passion selon saint Luc, BWV 246, d'abord attribuée à Bach mais en fait anonyme, est publiée dans les œuvres complètes (vol. xlv/2) de la Bachgesellschaft (« Société Bach ») mais cette attribution est considérée comme fausse, à l'exception possible de l'introduction de la seconde partie. 
Bach participe à la musique de la Passion selon Saint Marc de Reinhard Keiser quand il la dirige à Weimar en 1713 et ajoute des chorals pour les représentations de Leipzig en 1725. 
Le livret de Picander pour la Passion selon saint Marc BWV 247, autrefois considéré comme détruit au cours du bombardement de Dresde, a été retrouvé mais la copie semble montrer que l'œuvre fut composée par le procédé de parodie (à l'inverse des deux autres passions), principalement par la citation in extenso de la Trauer Ode (BWV 198) (et la réutilisation de deux arias de la cantate Widerstehe doch der Sünde (BWV 54), également de Bach). Ce livret semble également indiquer que certains chœurs ont été utilisés dans l'Oratorio de Noël. Les nombreuses reconstitutions sont évoquées dans l'article principal sur cet oratorio.

## Œuvres
Les passions de Leipzig (passions selon saint Jean et de saint Matthieu) sont données aux Vêpres du Vendredi saint, en alternance, dans les deux principales églises de la ville, l'église Saint-Thomas et l'église Saint-Nicolas. L'ordre du service est :
1. Cantique : Da Jesus an dem Kreuze stund (« Alors que Jésus était sur la croix »)
2. Passion, 1re partie
3. Sermon
4. Passion, 2e partie
5. Motet : Ecce quomodo moritur justus (« Voici comment meurt le juste ») selon la disposition établie par Jacob Handl (Jacobus Gallus).
6. Quête et Bénédiction
7. Choral : Nun danket alle Gott (« Tous remerciez Dieu maintenant »)

La Passion selon saint Jean est considérée comme étant plus réaliste, au rythme plus rapide et de nature plus angoissée que la Passion selon saint Matthieu, plus intériorisée et résignée. La Passion selon saint Jean est aussi plus courte et dispose d'une orchestration plus simple que la Passion selon Matthieu (qui demande deux chœurs mais aussi deux orchestres). Dans les années 1960, l'habitude a été prise de représenter les Passions de Bach avec des ensembles relativement réduits, selon les habitudes de l'époque.